# Therlinya angusta
Espèce
Therlinya angusta est une espèce d'araignées aranéomorphes de la famille des Stiphidiidae.

## Distribution
Cette espèce est endémique du Queensland en Australie. Elle se rencontre du plateau Windsor à Helenvale.

## Description
Le mâle holotype mesure 6,57 mm et la femelle paratype 7,84 mm.

## Publication originale
- Gray & Smith, 2002 : Therlinya, a new genus of spiders from eastern Australia (Araneae: Amaurobioidea). Records of the Australian Museum, vol. 54, p. 293-312 (texte intégral).